# Równina Dolnokartlijska
Równina Dolnokartlijska (gruz.: ქვემო ქართლის ვაკე, trl.: K'vemo K'art'lis Vake, trb.: Kwemo Kartlis Wake; azer.: Qarayazı düzü) – równina we wschodniej Gruzji i częściowo w zachodnim Azerbejdżanie, między Górami Trialeckimi a Somcheckimi. Ciągnie się wzdłuż rzek Chrami i Algeti na długości ok. 65 km i szerokości do 35 km. Leży na wysokości 250–400 m n.p.m. Zbudowana jest z osadów aluwialnych i aluwialno-proluwialnych. W regionie uprawiana jest winorośl.